# Flickan, hunden och bilen
Flickan, hunden och bilen är en svensk kortfilm från 1954 i regi av Robert Brandt. Filmen handlar om en ung flicka som finner en herrelös hund.

## Rollista
- Ann-Marie Tistler	– flickan
- Karl-Arne Holmsten – rösten
- Stig Olin	– Stig Olin
- Bassa, hund – hunden Ruffsi

### Fotnoter
1. ↑  ”Flickan, hunden och bilen”. Svensk Filmdatabas. http://sfi.se/sv/svensk-filmdatabas/Item/?itemid=26989&type=MOVIE&iv=Basic. Läst 28 mars 2013.